# سرهی هوسیف
سرهی هوسیف (اوکراینی: Сергій Євгенович Гусєв؛ زادهٔ ۱ ژوئیهٔ ۱۹۶۷) بازیکن فوتبال اهل اوکراین است.
از باشگاه‌هایی که در آن بازی کرده‌است می‌توان به باشگاه فوتبال چورنومورتس اودسا، و باشگاه فوتبال ترابزون‌اسپور، اشاره کرد.
وی همچنین در تیم ملی فوتبال اوکراین بازی کرده‌است.